# Evangelisch-lutherische Pfarrkirche Gleußen
Die evangelisch-lutherische Pfarrkirche Gleußen im oberfränkischen Gleußen, einem Gemeindeteil von Itzgrund im Landkreis Coburg, stammt im Kern aus dem 13. Jahrhundert.

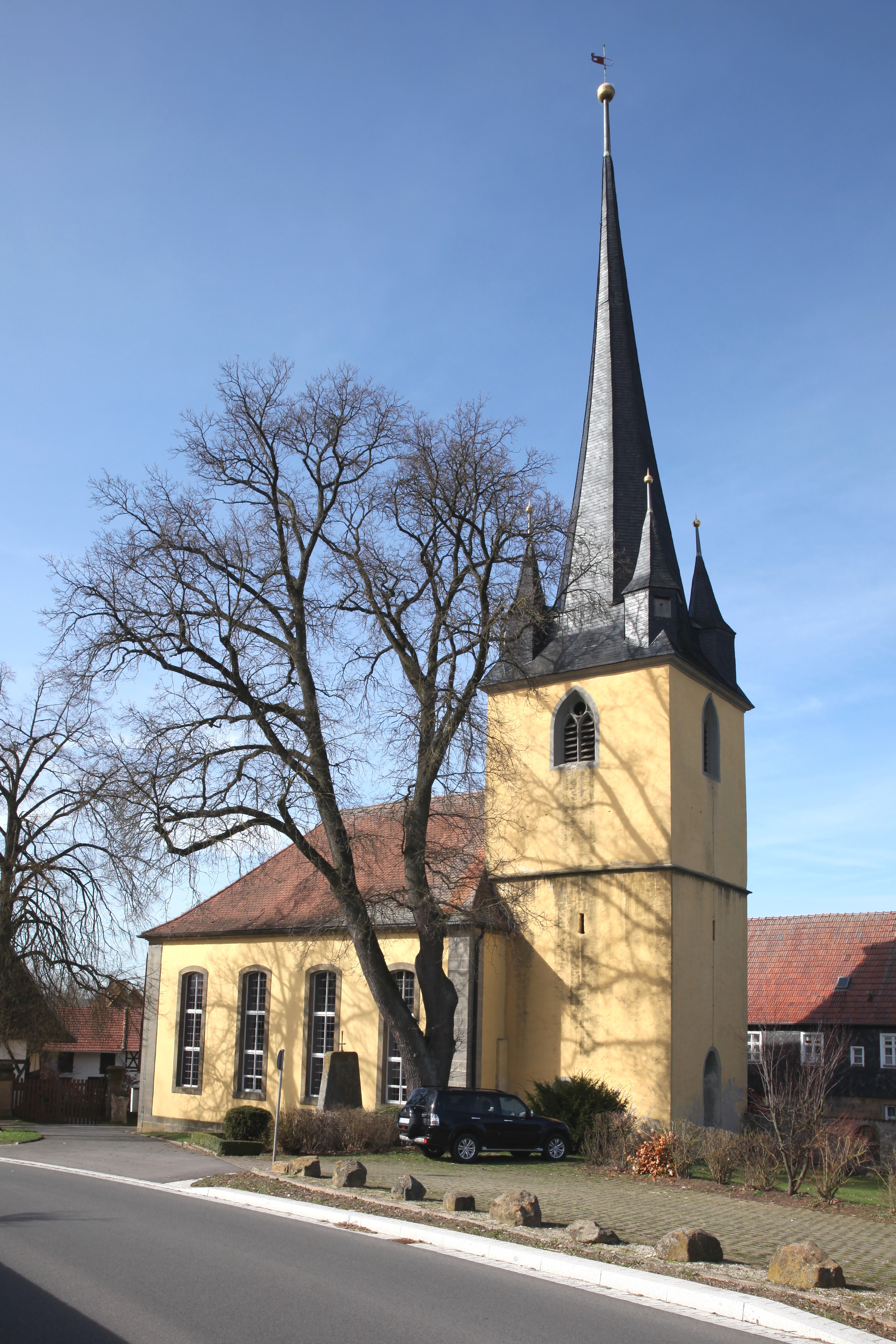
Evangelisch-lutherische Kirche in Gleußen

## Geschichte
Gleußen gehörte ursprünglich zum Sprengel der Urpfarrei Altenbanz. Die Kirche war wohl eine kleine spätmittelalterliche Chorturmanlage. Der Kirchturm stammt im Kern mit seinen beiden unteren Geschossen aus dem 13. Jahrhundert.
In Gleußen gab es eine Ganerbschaft des Klosters Banz von Sachsen-Coburg und der Rotenhan. Die Gleußener Bauern waren 1525 am Deutschen Bauernkrieg beteiligt. Sie entschieden sich danach für das evangelisch-lutherische Bekenntnis und es entstand eine selbstständige Pfarrei. Als erster evangelischer Pfarrer wurde 1528 Heinrich Vischer berufen.
1608 wurden das Glockengeschoss und der hohe, schlanke Turmhelm mit vier Scharwachttürmchen gebaut. In den 1680er Jahren wurde der Turmhelm erneuert und ein neuer Dachstuhl auf dem Langhaus errichtet. 1689 wurden Arbeiten an der Innenausstattung durchgeführt. Die Einpfarrung von Kaltenbrunn im Jahr 1824 hatte den Neubau eines größeren Kirchenschiffes zwischen den Jahren 1831 und 1834 durch den Maurermeister Leonhard Stang aus Schottenstein und den Zimmermeister Jakob Steiner aus Memmelsdorf zur Folge. Die Weihe war 1836.
1902 folgte eine Innenrenovierung und 1960 eine Instandsetzung des Gotteshauses. Eine umfangreiche Restaurierung ließ die Kirchengemeinde in den Jahren 1978 bis 1987 durchführen. Dabei wurde der Kirchturm saniert und die Glockenstube verstärkt. Die Fenster, die Türen, der Putz und die Kirchenbänke wurden erneuert.

## Beschreibung

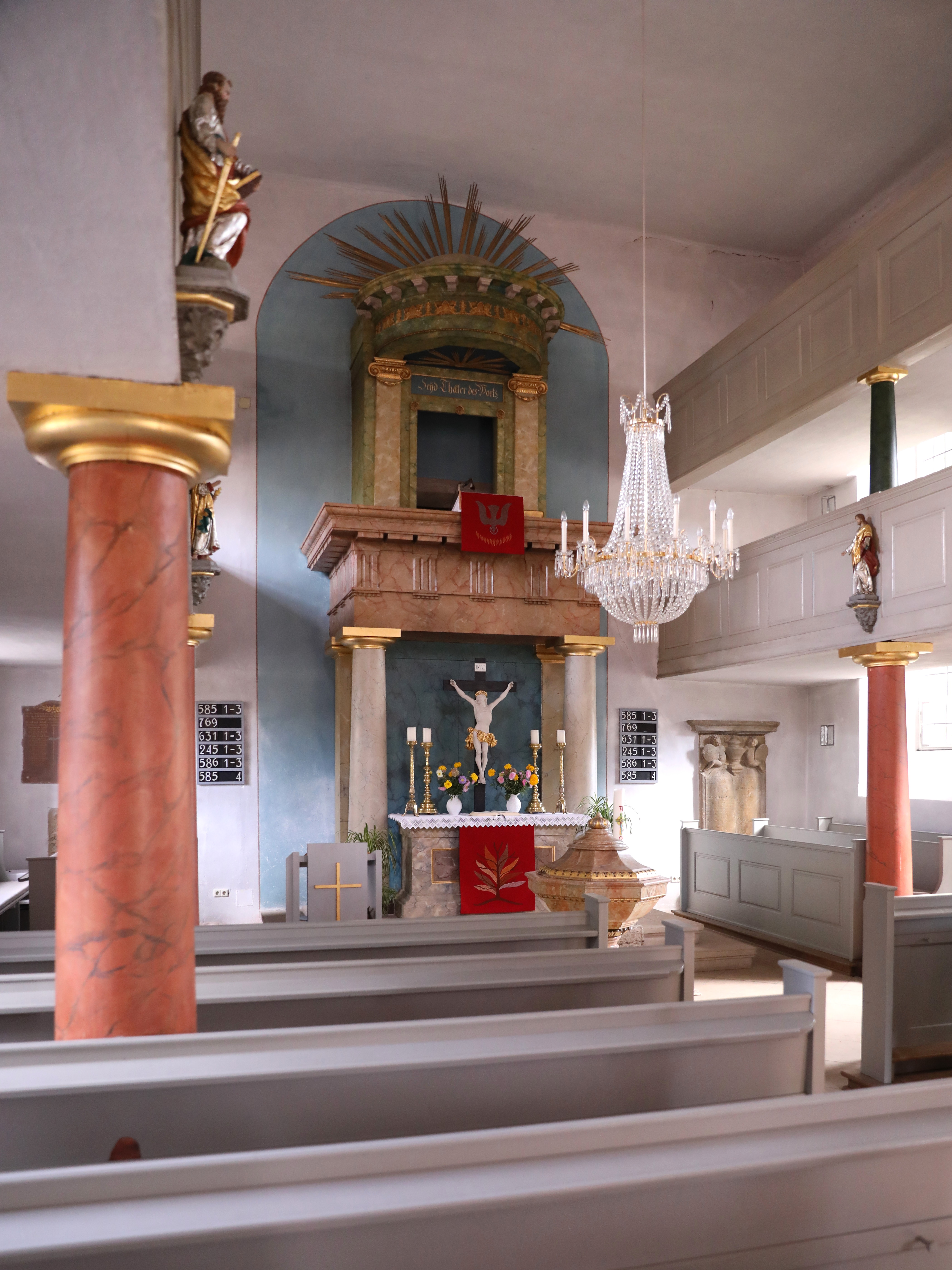
Kanzelaltar

Die Chorturmkirche steht am Südostrand des Dorfkerns. Sie hat einen dreigeschossigen, gedrungenen Turm aus verputztem Brockenmauerwerk. Die beiden spätmittelalterlichen unteren Geschosse trennt ein Kehlgesims aus unverputzten Sandsteinquadern vom dritten Obergeschoss mit der Glockenstube. Im Sockelgeschoss befindet sich ein eingezogener quadratischer Turmchor, den ein Kreuzrippengewölbe mit einfach gekehlten Rippen überspannt, mit einem Relief des Christushauptes im Scheitel eines tellerförmigen Schlusssteins. Mit dem Bau des Langhauses 1831 wurde der Chorraum geschlossen und er dient seitdem als Sakristei. In der Ostseite befindet sich ein gerundetes Spitzbogenfenster, in der Südseite ein kleines schießschartenartiges Rundbogenfenster und in der Nordseite ein neuerer, rundbogiger Außeneingang. Im Westen hat die Sakristei hinter dem Altar einen rechteckigen Zugang zum Kirchenschiff und darüber, mit einer zweiläufigen, hölzernen Podesttreppe die Tür zur Altarkanzel. Das zweite Turmgeschoss besitzt Schlitzfenster und das oberste Geschoss auf drei Seiten spitzbogige Schallöffnungen mit zweibahnigem Maßwerk sowie im Westen ein Rundbogenfenster von 1831. Unter dem nördlichen Schallfenster sind ein verwittertes Wappen und die Jahreszahl 1608 zu erkennen. Über einem profilierten Traufgesims folgt ein hoher, achtseitiger, verschieferter Spitzhelm mit Knauf und Windfahne. In den vier Ecken sind kleine, sechseckige Scharwachttürme mit Spitzhelmen angeordnet.
Das im Vergleich zum Kirchturm wesentlich breitere Langhaus ist ein klassizistischer Saalbau mit vier Fensterachsen an den Längsseiten und zwei an der Querseite. Große Stichbogenfenster und rechteckige Zugänge mit Stichbogennischen befinden sich im Westen sowie im Norden in der zweiten Achse. Eine Flachdecke überspannt den Innenraum, den eine zweigeschossige Holzempore mit toskanischen Säulen und gefelderten Brüstungen prägt. Die untere Empore ist dreiseitig umlaufend und trägt auf der Querseite die Orgel. Die obere Empore ist nur an den Längsseiten vorhanden. Podesttreppen in den westlichen Gebäudeecken führen zu den Emporen. Die Fassade ist mit breiten Ecklisenen aus unverputzten Sandsteinquadern und flächigen Fensterrahmungen gegliedert. Die Westseite hat zusätzlich einen Sockel und eine profilierte Türrahmung mit waagrechter Gesimsabdeckung. Das ziegelgedeckte Satteldach ist auf der Westseite abgewalmt und unten durch ein profiliertes Traufgesims aus Sandstein abgeschlossen.

## Ausstattung
Ein Baldachinkanzelaltar prägt den Innenraum. Es ist ein Werk der Schweinfurter Kunstschreinerwerkstatt Gebrüder Stößel aus dem Jahr 1834. Über dem freistehenden Stipes befindet sich ein marmorierter Holzaufbau, seitlich sind zwei vorgestellte toskanische Säulen vorgestellt und darüber ist ein schweres Gebälk mit dorischer Ordnung als rechteckiger Kanzelkorb ausgebildet. Die Kanzeltür ist mit ionischen Pilastern eingerahmt. Den Schalldeckel bildet ein halbkreisförmig auskragendes profiliertes Gesims mit Blattwerk und einem Konsolenfries mit einer Kuppel mit Strahlenkranz.
An der Südwand des Langhauses stehen zwei rechteckige Epitaphe aus Sandstein. Das eine erinnert an den Gleußer Gastwirt Johann Christian Schubarth († 1742) und dessen Ehefrau Anna Rosina geborene Miller († 1740), das andere an den Pfarrer Christoph Friedrich Sauer († 1724).

## Orgel

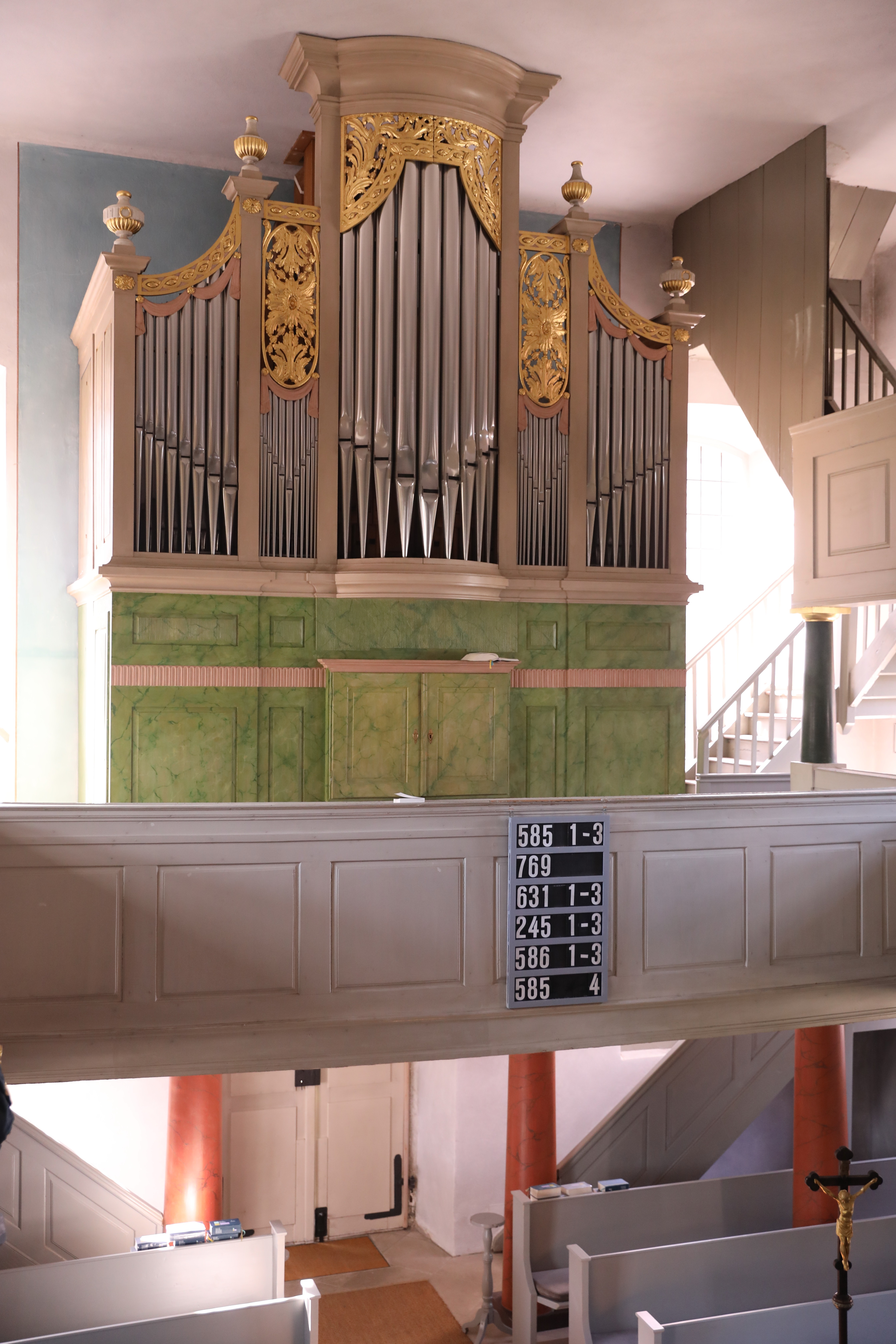
Orgel

Die erste Orgel baute 1687 der Seßlacher Andreas Schöpf für 62 Reichstaler. Das Instrument wurde 1773 nach Staffelstein verkauft. Im Jahr 1774 stellte der Hildburghauser Orgelbauer Georg Henne eine neue Orgel auf, die 420 Gulden kostete. 1834/36 folgte mit dem Kirchenneubau die jetzige Orgel, ein Instrument des Neustadters Christoph Hofmann mit 14 Registern auf einem Manual und Pedal. Der fünfteilige Prospekt besteht aus einem hohen Segmentturm in der Mitte, der ein Gesims trägt. Seitlich folgen schmale Zwischenfelder mit einer hochovalen Schnitzarbeit als oberem Abschluss und Flachfelder mit geschwungenen Mäanderbändern. Eingerahmt sind die Felder durch Lisenen, auf denen teilweise Vasen stehen. Das Manual hat schwarze Untertasten und eine Tastaturumrahmung mit Einlegearbeiten. Der Orgelbauer Horst Hoffmann führte Mitte der 1980er Jahre eine Restaurierung durch.

## Glocken
Im Kirchturm befanden sich vier Stahlglocken, die 1921/1922 als Ersatz für im Ersten Weltkrieg abgelieferte Glocken gegossen worden waren. Mitte 2018 wurden diese durch Bronzeglocken der Glocken- und Kunstgießerei Rincker ersetzt.